# Walter Schmitt
Walter Schmitt (Hamburg, 13 januari 1879 - Praag, 18 september 1945) was een Duitse SS-Obergruppenführer (luitenant-generaal) en generaal in de Waffen-SS. Hij was parlementslid voor de NSDAP in de Rijksdag.

## Begin jaren
Van april 1888 tot 31 december 1898 zat Schmitt op het Realgymnasium in Hamburg. Op 13 januari 1899 trad hij als Fahnenjunker (aspirant-officier) in dienst van het Infanterie-Regiment 77 uit Celle. Van 1899 tot 1900 bezocht hij de Kriegsschule (militaire school) in Metz, waar hij in de rang van een Leutnant afkwam. In 1906 volgde hij de opleiding tot wapenofficier. Van 1906 tot 1910 was hij adjudant van een bataljon van het 3. Thüringischen Infanterie-Regiments Nr. 71 uit Erfurt. In januari 1910 werd hij tot Oberleutnant bevorderd en was districtsadjudant van het districtscommando uit Celle. Op 22 maart 1914 werd hij tot Hauptmann bevorderd. In de zomer van 1914 was hij ingedeeld bij een Brunswijker infanterie regiment, voordat hij als compagniecommandant in het Reserve-Infanterie-Regiment Nr. 2 in de Eerste Wereldoorlog ingezet werd. Op 9 september 194 werd hij krijgsgevangen gemaakt werd door de Fransen, en bleef tot 1918 in gevangenschap. Hij werd in juli 1918 in Zwitserland vrijgelaten, maar bleef tot 1919 in Bern geïnterneerd. Na zijn terugkeer, was hij nog tot 1920 in de Reichswehr. Hij werd op 31 december 1920 als Charakter als Major a.D. ontslagen.

## Carrière in het nationaalsocialisme
Na een onderbreking in zijn militaire carrière, werkte Schmitt van januari 1921 tot oktober 1931 als personeelschef in een weverij uit Hamburg. Hij was een vrijwillig rechter-bijzitter van de Schlichtungsausschusses und Arbeitsrichter van het gerecht in Hamburg-Wilhelmsburg. Gedurende deze tijd was hij tot 1927 lid van de Duitse Nationale Volkspartij. Op 1 augustus 1931 werd hij lid van de NSDAP. In oktober 1931 werd hij als personeelschef van de weverij ontslagen, en sloot zich bij de SA-reserve aan. Tot januari 1932 bleef hij daar lid van. Op 8 februari 1932 werd hij lid van de SS en was tot juli 1932 leider van de SS-troepen in Ballenstedt. Hij werd meerdere malen bevorderd, tot hij SS-Hauptsturmführer (kapitein) in 16 februari 1934 was. Hij was vanaf 1 maart als personeelsfunctionaris voor de Reichsführer-SS Heinrich Himmler werkzaam. Op 30 januari 1936 werd hij tot SS-Brigadeführer (brigadegeneraal) bevorderd en tot Chef der Personalkanzlei der SS benoemd. Precies één jaar later werd hij tot SS-Gruppenführer (generaal-majoor) bevorderd en was hij belast met de inspecties van de SS-Junkerschule en de SS-Führerschule in München-Dachau. Hij was vanaf maart tot april 1938 leider van het Sicherungshauptstabs für die Volksabstimmung aan de vooravond van de Anschluss bij het Groot-Duitse Rijk.
Voor de Rijksdagverkiezingen 1938 werd hij kansloos verslagen. Hij was tot 1 juni 1939 Chef der Personalkanzlei in de Persönlicher Stab Reichsführer-SS. Van juni 1939 tot juni 1942 was Schmitt leider van het SS-Personalhauptamt. Toen Schmitt ziek werd, werd hij opgevolgd door Maximilian von Herff. In deze periode werd hij op 20 april 1942 tot SS-Obergruppenführer (luitenant-generaal) en General der Waffen-SS bevorderd. Vanaf oktober 1942 werd Schmitt een SS-officier zonder taak in de Persönlicher Stab Reichsführer-SS. Op 8 mei 1943 nam Schmitt de plaats in van de gestorven Theodor Eicke in de Rijksdag voor de kieskring 30.

## Na de oorlog
Na de oorlog werd hij geïnterneerd en door een Tsjechisch volksgericht tot de dood veroordeeld. Midden september 1945 werd Schmitt in Ďáblice terechtgesteld (hedendaags Praag-Ďáblice).

## Carrière
Schmitt bekleedde verschillende rangen in zowel de Allgemeine-SS als Waffen-SS. De volgende tabel laat zien dat de bevorderingen niet synchroon liepen.
| Datum                                                            | Deutsches Heer                   | Reichswehr               | Sturmabteilung | Allgemeine-SS          | Waffen-SS                       |
| ---------------------------------------------------------------- | -------------------------------- | ------------------------ | -------------- | ---------------------- | ------------------------------- |
| 14 januari 1899                                                  | Fahnenjunker (aspirant-officier) | —                        | —              | —                      | —                               |
| 17 oktober 1899                                                  | Fähnrich                         | —                        | —              | —                      | —                               |
| 18 augustus 1900                                                 | Leutnant                         | —                        | —              | —                      | —                               |
| 27 januari 1910                                                  | Oberleutnant                     | —                        | —              | —                      | —                               |
| 22 maart 1914 (boventallig)                                      | Hauptmann                        | —                        | —              | —                      | —                               |
| 22 april 1914 (vaste aanstelling) (met Patent van 22 maart 1914) | Hauptmann                        | —                        | —              | —                      | —                               |
| 31 december 1920                                                 | —                                | Charakter als Major a.D. | —              | —                      | —                               |
| Oktober 1931                                                     | —                                | —                        | SA-Truppführer | —                      | —                               |
| 8 februari 1932                                                  | —                                | —                        | —              | SS-Anwärter            | —                               |
| 8 februari 1932 - 8 april 1932                                   | —                                | —                        | —              | SS-Mann                | —                               |
| 5 oktober 1932 (met ingang van 1 oktober 1932)                   | —                                | —                        | —              | SS-Scharführer         | —                               |
| 26 januari 1933 (met ingang van 1 januari 1933)                  | —                                | —                        | —              | SS-Truppführer         | —                               |
| 20 april 1933                                                    | —                                | —                        | —              | SS-Sturmführer         | —                               |
| 24 december 1933                                                 | —                                | —                        | —              | SS-Obersturmführer     | —                               |
| 16 februari 1934                                                 | —                                | —                        | —              | SS-Sturmhauptführer    | —                               |
| 20 april 1934                                                    | —                                | —                        | —              | SS-Sturmbannführer     | —                               |
| 13 juli 1934                                                     | —                                | —                        | —              | SS-Obersturmbannführer | —                               |
| 9 september 1934                                                 | —                                | —                        | —              | SS-Standartenführer    | —                               |
| 17 juni 1935 (met ingang van 1 juni 1935)                        | —                                | —                        | —              | SS-Oberführer          | —                               |
| 11 februari 1936 (met ingang van 30 januari 1936)                | —                                | —                        | —              | SS-Brigadeführer       | —                               |
| 30 januari 1937                                                  | —                                | —                        | —              | SS-Gruppenführer       | —                               |
| 9 november 1940                                                  | —                                | —                        | —              | —                      | Generalleutnant in de Waffen-SS |
| 20 april 1942                                                    | —                                | —                        | —              | SS-Obergruppenführer   | Generaal in de Waffen-SS        |

## Lidmaatschapsnummers
- NSDAP-nr.: 592 784[15] (lid geworden op 1 augustus 1931[13][7][12])
- SS-nr.: 28 737[15] (lid geworden op 8 februari 1932[13][12])

## Onderscheidingen
Selectie:
- Gouden Ereteken van de NSDAP[16][6] op 30 januari 1943[3][4][17]
- IJzeren Kruis 1914, 1e Klasse[6] (13 oktober 1914[3][14]) en 2e Klasse[13][16][6] (12 september 1914[3][14])
- Kruis voor Oorlogsverdienste, 1e Klasse[6] (30 januari 1942[3]) en 2e Klasse (30 januari 1942[3]) met Zwaarden[13]
- SS-Ehrenring[13][15][16][6]
- Orde van Sint-Sava, 1e Klasse[3]
- Officier in de Orde van de Pijlers van de Staat op 17 januari 1941[3]

## Afkortingen
- mit der Führung beauftragt (m. d. F. b.) - vrije vertaling: met het leiderschap belast
- mit der Wahrnehmung der Geschäfte beauftragt (m.d.W.d.G.b.) - vrije vertaling: met de waarneming van de functie belast